# Lo Rengar de Motes
Lo Rengar de Motes és una zona de camps de conreu del Pallars Jussà situat en el terme municipal de Conca de Dalt, a l'antic terme de Claverol, en terres del poble de Sant Martí de Canals.
Està situada al nord-est de Sant Martí de Canals, a la dreta del barranc de Sant Martí, a llevant de Sant Joanet, al nord-est de les partides de les Ortiguetes i Tarter, i a llevant dels Prats.